# ポエトリー・マン
「ポエトリー・マン」（"Poetry Man"、日本では「詩人」表記も）はアメリカ人シンガー＝ソングライターであるフィービ・スノウの楽曲。スノウが作詞作曲したものをディノ・アイラリがプロデュースし、1974年のデビュー・アルバム『サンフランシスコ・ベイ・ブルース』に収録された。

## 概要
1974年後半にシングルカットされると、「ポエトリー・マン」はスノウにとって初めてのチャートインするヒットとなり、1975年4月にはBillboard Hot 100で5位に、カナダのRPMチャートでは4位に達した。その前月にはビルボードのイージー・リスニング・チャートで1位となり、1週間1位をキープした。「ポエトリー・マン」の成功はスノウをグラミー賞の最優秀新人賞にノミネートへと導いたが、受賞したのは作曲家のマーヴィン・ハムリッシュだった。
後に、スノウはレコードの制作がスノウ自身のキャリアを通じてもっぱら演奏してきたエレクトリックおよびアコースティックギターを主体にした音楽よりもジャズ寄りのものだったと述べ、「ジャズ・アーティストになろうとしたことはありません。それが大量のバックグラウンドを持っているからです」と語っている。レコーディングでのサクソフォーンのパートはズート・シムズが演奏した。
| フィービ・スノウによる「ポエトリー・マン」の最終的な評価 |
| --- |
| 今では全く許容していない、婚外関係を許容するような歌を書いたとき...私の頭は特定の場所にありました。その頃、私は何が起きているのかわからない愚かな子供で既婚男性とセックスしていました。今、どうしてそんな立場に立って、誰かの夫と寝たというロマンチックな小話を歌えるだろう？気が狂いそうです。私はステージで説教をするのが好きではないので、こうして公の場で言えることを嬉しく思っています。私はただ楽しませることが好きなのです...今では古いおならのように聞こえます。しかし、私は婚外交渉が悲しみと悪いカルマをもたらすと思います...それは本当に悪い考えです。 |

1980年9月13日のAmerican Top 40で、ケイシー・ケイサムは「我々」（おそらくはケイサムの組織）が「ポエトリー・マン」についてフィービ・スノウにインタービューし、スノウがこの歌がジャクソン・ブラウンについてのものだと語ったと主張した。これは後に、ブラウンが曲のリリース後に一緒にツアーした最初のミュージシャンだったという理由だけでたった噂にすぎないとして、スノウによって否定された 。
スノウは1980年以降のコンサートでは以前の曲を大幅に避けていたが、曲に対する懸念を抱いているにもかかわらず、ライブでは「ポエトリー・マン」を歌うことを強いられていると感じていた（左の囲み参照）。しかしながら、ロサンゼルス・タイムズのジョン・マツモトは1998年9月2日のオレンジ郡のクラブでのギグをレビューし、「スノウがゴージャスで最も有名な曲を演奏している間、天国の夢のように聞こえた」と述べている。

## チャート
| チャート（1974–75年）                     | 最高順位 |
| ----------------------------------------- | -------- |
| オーストラリア（Kent Music Report）       | 60       |
| カナダ RPMトップシングル                  | 4        |
| カナダ RPM アダルト・コンテンポラリー     | 1        |
| ニュージーランド（RIANZ）                 | 28       |
| 米国 Billboard Hot 100                    | 5        |
| 米国 Billboard アダルト・コンテンポラリー | 1        |
| 米国 キャッシュボックス トップ100         | 5        |

| チャート（1975年）         | 順位 |
| -------------------------- | ---- |
| カナダ                     | 58   |
| 米国 ビルボード・ホット100 | 56   |
| 米国 キャッシュボックス    | 66   |

## カバー
1997年にアフリカ系ベルギー人を主体としたグループのザップ・ママがアルバム『セヴン』に、スピアヘッドのマイケル・フランティがポエトリー・マンを演じる演出のカバーが収録されていた。
1999年、「ポエトリー・マン」はハワイの女性ボーカルトリオであるナレオによるカバー再びチャートに復帰し最高24位に達した。
2007年、クィーン・ラティファは自身のグラミー賞ノミネートされたアルバム『トラヴリン・ライト』にこの曲のカバーを収録した。
2008年、サクソフォーン奏者のジェシー・Jが「ポエトリー・マン」のインストゥルメンタル版を自身のアルバムTequila Moon に収録した。
2014年、カナダ人ボーカリストのジャクリン・ギローが「ポエトリー・マン」をコンテンポラリー・ジャズのアルバム、Winter for Beginners に収録した。